# Plumbopal·ladinita
La plumbopal·ladinita és un mineral de la classe dels elements natius. El seu nom ve donat per la seva composició.

## Classificació
La tatyanaïta es troba classificada en el grup 1.AG.25 segons la classificació de Nickel-Strunz (1 per a Elements; A per a Metalls i aliatges intermetàl·lics i G per a Aliatges metàl·lics PGE; el nombre 25 correspon a la posició del mineral dins del grup). En la classificació de Dana el mineral es troba al grup 1.2.11.1 (1 per a Elements natius i aliatges i 2 per a Metalls del grup del platí i aliatges; 11 i 1 corresponen a la posició del mineral dins del grup).

## Característiques
La plumbopal·ladinita és un mineral de fórmula química Pd₃Pb₂. Cristal·litza en el sistema hexagonal. La seva duresa a l'escala de Mohs és 5.

## Formació i jaciments
Per al primer lloc on es va trobar, se sap que es forma en dipòsits de minerals de coure i níquel. Sol trobar-se associat a minerals com la cubanita, talnakhita, polarita, estannopaladinita, plata nativa, esfalerita o galena. S'ha descrit a l'Àsia, l'Àfrica i Amèrica del Nord.